# Mataeocephalus acipenserinus
Mataeocephalus acipenserinus és una espècie de peix de la família dels macrúrids i de l'ordre dels gadiformes.

## Morfologia
- Els mascles poden assolir 20 cm de llargària total.[5][6]

## Hàbitat
És un peix d'aigües profundes que viu entre 400-1300 m de fondària.

## Distribució geogràfica
Es troba des de l'Índic fins a l'Illa Sala y Gómez, les Hawaii i Nova Caledònia.